# سلينيا
سلينيا (الاسم العلمي Selenia)، جنس حشرات من العث ينتمي إلى فصيلة الأرفية. في عام 1999، كان هناك حوالي 24 نوعًا ينطوي تحت سلينيا
. وتضم في الوقت الحالي خمس أنواع فقط:
- Selenia alciphearia - Brown-tipped Thorn, Northern Selenia
- Selenia dentaria - Early Thorn
- Selenia kentaria - Kent's Geometer
- Selenia lunularia - Lunar Thorn
- عثة شوكية أرجوانية - Purple Thorn